# Caulophacus weddelli
Caulophacus weddelli är en svampdjursart som beskrevs av Janussen, Tabachnick och Tendal 2004. Caulophacus weddelli ingår i släktet Caulophacus och familjen Rossellidae. Inga underarter finns listade i Catalogue of Life.